# Pogoniotarsus niger
Pogoniotarsus niger är en skalbaggsart som beskrevs av Ernst Gustav Kraatz 1895. Pogoniotarsus niger ingår i släktet Pogoniotarsus och familjen Cetoniidae. Inga underarter finns listade i Catalogue of Life.